# こんにちわバラエティ
『こんにちわバラエティ』は、1969年4月6日から同年9月28日まで日本テレビ系列局で放送されていた日本テレビ製作の音楽バラエティ番組である。放送時間は毎週日曜 12:15 - 12:45 （日本標準時）。
歌やコント、浜口庫之助による「浜口庫之助の作曲教室」などのバラエティ企画を擁していた。提供は民主音楽協会（民音、創価学会の外郭団体）。

## 出演者
- 南利明
- 田子ノ浦親方（田子ノ浦忠雄、元関脇出羽錦）
- ザ・キャラクターズ
- デューク・エイセス
- 浜口庫之助